# سیارک ۱۵۸۱
سیارک ۱۵۸۱ (به انگلیسی: 1581 Abanderada، نامگذاری:1950LA1) هزار و پانصد و هشتاد و یکمین سیارک کشف شده‌است که در ۱۵ ژوئن ۱۹۵۰ کشف شد.
قدر مطلق سیارک برابر ۱۰٫۸۵ است.